# Dexia vittata
Dexia vittata är en tvåvingeart som först beskrevs av Baranov 1932.  Dexia vittata ingår i släktet Dexia och familjen parasitflugor. Inga underarter finns listade i Catalogue of Life.